# Ignacio Gallego Bezares
Ignacio Gallego Bezares (Siles, Jaén, 1914 - Madrid, 23 de novembre de 1990), fou un polític comunista espanyol, avi de l'escriptor Rubén Gallego.

## Biografia
Fill d'un espardenyer, va començar a treballar amb tot just set anys en quedar orfe de pare. Tot just va anar a escola i als 16 anys era porquer. Va ingressar en la banda de música del seu poble i va aprendre a llegir i a escriure i una mica de solfeig. Es va traslladar a Jaén per a treballar com a mecànic; va guanyar una beca per a estudiar a l'Escola Industrial. Va ingressar a les Joventuts Socialistes i aviat va ser-ne secretari provincial de Jaén.
En la guerra civil espanyola del segle XX es va allistar en el II Batalló de Milícies de Jaén amb el grau de comandant. En 1937 era un dels secretaris de la Comissió Executiva Nacional de les Joventuts Socialistes Unificades treballant a Jaén, Barcelona, Madrid i València, defensant una posició estalinista. Després de la guerra, marxà a l'exili a l'Algèria francesa. Va estar en la presó i en un camp de concentració. Poc abans de la II Guerra Mundial, igual que Dolores Ibárruri, va fixar la seva residència a París. Va ser soldat de l'Exèrcit Roig durant la II Guerra Mundial.
A Rússia una de les seves filles hi va donar a llum bessons, un dels quals va morir; l'altre, que seria escriptor, Rubén Gallego, va quedar paralític cerebral i va ser abandonat sense que ho sabés la seva mare en una institució per a nens irrecuperables dels dirigents comunistes.
Va ser escollit membre del Comitè Executiu de la Federació Mundial de la Joventut Democràtica el 1945. El 1948 era membre del Comitè Central del Partit Comunista d'Espanya. El 1955, en el V Congrés del PCE, va entrar al seu Comitè Executiu. Va tornar a Espanya el 1976 de forma clandestina i va aparèixer públicament el dia de la legalització del PCE (25 d'abril de 1977). Va fixar la seva residència a Madrid i va ser elegit diputat al Congrés dels Diputats per la província de Còrdova a les eleccions generals de 1977 i 1979. De 1979 a 1982 fou vocal de la Diputació Permanent i vicepresident quart de la Mesa del Congrés
Cap visible del sector prosoviètic del PCE, va dimitir com a membre del Comitè Executiu i del Comitè Central a l'octubre de 1983, i va formar al gener de 1984 conjuntament amb altres grups el Partit Comunista dels Pobles d'Espanya, del qual va ser elegit President. En 1986 va ser un dels signants del naixement de la coalició Esquerra Unida, amb la que fou novament elegit diputat per Còrdova a les eleccions generals espanyoles de 1986. El novembre de 1988 va ser destituït com a President del PCPE i va tornar al PCE, per a retirar-se poc després de la política. Va morir a Madrid el 23 de novembre de 1990 d'una aturada cardíaca.

## Obres
- El partido de masas que necesitamos, París, Ediciones Sociales, 1970.
- Desarrollo del Partido Comunista, París, Colección Ebro, 1976.
- Temas de Política y Sociedad. El Partido de Masas, Madrid, Ediciones Cenit, 1977.
- Carta de dimisión de Ignacio Gallego dirigida al Comité Ejecutivo del Partido Comunista de España, Barcelona, Sociedad Limitada Impresiones del Vállès, 1983.